# Verordnung über vitaminisierte Lebensmittel
Mit der Verordnung über vitaminisierte Lebensmittel nimmt der deutsche Gesetzgeber Regelungen über das Zusetzen von natürlichen und synthetischen Vitaminen zu Lebensmitteln vor. Sie verfolgt damit Zwecke des Verbraucher- und Gesundheitsschutzes.
Im Sinne der Verordnung gelten Lebensmittel als vitaminisiert, wenn deren Vitamingehalt ganz oder teilweise auf einer Zugabe von natürlichen bzw. synthetischen Vitaminen oder von vitaminreichen Stoffen beruht; die Vitaminisierung kann außerdem durch Anwendung von chemischen, physikalischen oder biologischen Verfahren erfolgt sein.

## Inhalt
In § 1a Absatz 1 sind solche Lebensmittelzusatzstoffe aufgelistet, die zur Vitaminisierung von Lebensmitteln allgemein zugelassen sind. Diese Zulassung kann jedoch nach Abs. 2 und 3 durch die Nahrungsergänzungsmittelverordnung oder durch andere spezialgesetzliche Vorschriften Einschränkungen erfahren.
§ 1b benennt zur Vitaminisierung von Lebensmitteln von vornherein beschränkt zugelassene Lebensmittelzusatzstoffe. Diese Beschränkung bezieht sich auf die Zugabe von Höchstmengen an Lebensmittelzusatzstoffen zu Margarine- und Mischfetterzeugnissen sowie zu Lebensmitteln, die zur Verwendung als Mahlzeit bestimmt sind. Auch die Bestimmungen von § 1b verhalten sich subsidiär zu etwaigen Vorschriften der Nahrungsergänzungsmittelverordnung.
Nach § 2 dürfen vitaminisierte Lebensmittel „mit einem Hinweis auf ihren Vitamingehalt nur in Verpackungen in den Verkehr gebracht werden“.
Die Straf- und Bußgeldvorschriften in § 2a verweisen auf entsprechende Bestimmungen des Lebensmittel- und Futtermittelgesetzbuches.

## Auswirkung
Früher, etwa in den 1950er Jahren, wurde das Brotmehl in den Vereinigten Staaten vitaminisiert (mit Thiamin, Laktoflavin und Nikotinsäureamid), da die Amerikaner das schneeweiße Brot bevorzugten. Trotz der Reglementierung der Vitaminzusätze wird der hohe Gehalt an künstlich hinzugefügten Vitaminen in Lebensmitteln kritisiert, da dieser ernährungsphysiologisch nicht erforderlich ist und oft nur zu Werbezwecken gebraucht wird. Bei übermäßigem Verzehr kann es zu einer Übervitaminisierung kommen, bei der über längere Zeit Schäden nicht auszuschließen sind.